# Agarabi jezik
Agarabi jezik (agarabe, bare; ISO 639-3: agd), jezik transnovogvinejske porodice, po novijoj klasifikaciji svrstan u užu skupinu Kainantu-Goroka, užu podskupinu Kainantu.
Srodan mu je gadsup [gaj]. Njima govori 27 000 ljudi (2000 census) u provinciji Eastern Highlands u Papui Novoj Gvineji. Pismo: latinica.

## Vanjske poveznice
- Ethnologue (14th)
- Ethnologue (15th)